# Zaklínač (počítačová hra)
Zaklínač (polsky Wiedźmin, anglicky The Witcher) je počítačová akční hra na hrdiny vyvinutá polským studiem CD Projekt Red pro operační systémy Microsoft Windows a OS X. Hra byla vydána studiem CD Projekt (v Polsku) a Atari (ve zbytku světa). Herní příběh je zasazen do středověkého fantasy světa vytvořeného podle ságy Zaklínač od polského spisovatele Andrzeje Sapkowského. Hlavní příběhová linie se odehrává po událostech v posledním díle pentalogie s názvem Paní jezera. Tvůrci využili licencovaný Aurora Engine od firmy BioWare. Titul byl vydaný v Evropě a Severní Americe v říjnu 2007. Na rok 2009 byla oznámena konzolová verze The Witcher: Rise of the White Wolf, která měla být poháněna zcela novým enginem a obohacena o nový soubojový systém. Tento produkt však nebyl nikdy dokončený, především kvůli platovým neshodám s vývojáři z Widescreen Games. V roce 2011 vyšlo pokračování s názvem Zaklínač 2: Vrahové králů a 19. května 2015 vyšel v pořadí třetí díl – Zaklínač 3: Divoký hon.

## Hratelnost

### Bojový systém
Ve hře je na výběr celkem ze tří bojových stylů – rychlý styl, silný styl a skupinový styl. Rychlý styl je účinný proti malým a rychlým protivníkům, avšak hráč méně poškozuje své nepřátele. Silný styl je naopak určený proti velkým a pomalým protivníkům, protože hráč uděluje větší poškození. Skupinový styl je poté vhodný proti většímu počtu nepřátel. Hráč může mezi jednotlivými styly přepínat v průběhu boje, což mu umožňuje využít každý styl dle momentální situace.
Hlavní postava také v průběhu hry vlastní dva meče, železný a stříbrný, které se svým bojovým stylem odlišují od zbytku zbraní ve hře. Železný meč se používá proti obyčejným protivníkům (lidem, psům a vlkům), zatímco stříbrný meč je vhodný pro boj s nadpřirozenými bytostmi a nestvůrami. Při boji mečem se hráč musí trefit přesně do chvíle, kdy začne ukazatel myši „hořet“. Pokud se tak stane, je možno útoky zřetězit do tzv. komba, díky němuž je výsledné poškození vyšší. Pokud hráč neudeří ve vhodnou chvíli, dojde k přerušení komba při dočasné ztrátě rychlosti. Meče lze vylepšovat pomocí různých předmětů, jako jsou např. runy, brousky nebo olej.
Ve hře je celkem 11 dalších mečů a 6 dýk, u kterých se však nedá volit styl boje. Hráč může dohromady nést pouze 4 nebo 5 zbraní (dle použité zbroje), a to železný a stříbrný meč, velkou zbraň (sekeru, louč apod.) a až dvě dýky.

### Alchymie
Podstatným aspektem ve hře je alchymie. Hráč může v tzv. meditačním režimu vytvářet elixíry, které zvyšují regeneraci zdraví a energie nebo např. umožňují vidět ve tmě či skrz zdi. Recepty na dané elixíry lze získat v průběhu hry pomocí svitků nebo experimentováním. Vytvoří-li hráč lektvar s neznámým účinkem, může se jej pro zjištění daného účinku rozhodnout vypít. S tímto rozhodnutím je však spojené riziko otravy či jiného nepříznivého efektu. Když hlavní postava vypije nějaký lektvar, dojde ke zvýšení její toxicity v těle. Ta má stanovený limit, po jehož překročení může zaklínač zemřít na otravu. Toxicitu lze snížit vypitím jiného, speciálního lektvaru nebo meditací.
Pomocí alchymie lze mimo lektvarů vytvářet i oleje na potření mečů nebo vyrábět bomby. Tyto možnosti si však hráč musí nejprve odemknout pomocí talentových bodů.

### Rozhodovací systém
Během hry se hráč dostane do několika situací, ve kterých musí učinit důležité rozhodnutí. Dopady těchto rozhodnutí se projeví dlouhodobě na vývoji příběhu a hrají velkou roli při některých událostech, díky čemuž může mít hráč při opakovaném hraní rozdílný zážitek. Charakter rozhodnutí je málokdy striktně rozdělen na „dobro“ a „zlo“, což hráči často značně ztěžuje danou volbu.

## Příběh
Hra, stejně jako knižní série se shodným názvem, se odehrává ve fiktivním fantasy světě na Kontinentě, kde se hráč ujímá role zaklínače Geralta z Rivie, potulného a mutacemi vylepšeného lovce příšer. Samotný herní děj přímo navazuje na poslední díl zaklínačské pentalogie – román Paní jezera.
Geralta zde doprovází jeho staří přátelé – zaklínači Eskel, Lambert a učitel Vesemir, čarodějka Triss Ranuncul, polní medička Shani, potulný bard Marigold a trpaslík Zoltan Chivay. Z původních knih se též objevují další postavy jako temerský král Foltest, jeho dcera princezna Adda (která se kdysi[kdy?] vlivem kletby změnila ve strigu, ovšem Geralt kletbu zlomil), redanský král Radovid a přízračný Král Divokého honu –tajemný dobyvatel z cizího světa. Novými postavami jsou chlapec Alvin, čaroděj Azar Javed, žoldák Profesor a Jakub z Aldersbergu – velmistr radikálního náboženského Řádu Planoucí růže.
Příběh je rozdělen do pěti dějství, přičemž se každé odehrává v nové oblasti s novou sadou úkolů. Prostřednictvím hráčových voleb a akcí mění Geralt vztahy a směřování politických intrik v království Temerie. Ve hře je obsažený systém morálních rozhodnutí. Ve své době byl vysoce hodnocený za to, že volby nejsou černobílé a následky rozhodnutí se projeví až opožděně.

## Vývoj
Okolo roku 1997 získala polská herní vývojářská společnost Metropolis Software licenci od Andrzeje Sapkowského na zpracování jeho knih ze série Zaklínač. Kvůli několika dalším souběžným projektům studia a obavám tehdejšího vydavatele TopWare, že materiál Zaklínače nebude dost zajímavý pro mezinárodní hráčské publikum, se však tento ambiciózní projekt nedostal nikdy dále než k vytvoření screenshotů pro média. Úspěšné bylo až později další polské herní studio CD Projekt, které oslovilo Sapkowského s žádostí o práva na zaklínačskou sérii. Sapkowski nakonec[kdy?] souhlasil a nechal si vyplatit předem jednorázově 35 000 zlotých, ač mu zaměstnanci CD Projektu nabídli podíl na zisku z prodeje. V roce 2017 Sapkowski v rozhovoru své rozhodnutí odůvodnil tím, že v době prodeje práv se o videohry vůbec nezajímal a obchod nahlížel pouze z perspektivy jistého zisku.

### Engine hry
Hra Zaklínač je poháněna modifikovanou verzí Aurora Enginu od Bioware, který je úzce optimalizován pro singleplayerové hry. V enginu bylo uděláno mnoho změn.
Jedna z nejdůležitějších změn je, že in-game prostředí mohlo být vyvinuto v programu 3ds Max a po té exportováno do enginu, než kdyby byl použit původní systém skládání částí, stejně jak se skládají dlaždice. Toto umožnilo vývojářům aby každé prostředí bylo unikátní, a tak nemuseli pořád dokola recyklovat stejně objekty. Verze enginu od CD Projektu také podporovala lightmapy generované v 3ds Maxu. Stíny vytvořené touhle verzí enginu vypadají více realisticky a hra má celkově lepší výkon.
Modifikovaný engine také obsahoval štětec textur, speciální nástroj, který umožňuje vývojářům kreslit po 3D objektech vlastní textury. Také byli přidány do enginu nové realistické skyboxy a efekty vody, které byli speciálně navržené pro hru Zaklínač. Nyní se světlo mění v závislosti na fázi dne a je možnost plynule přecházet mezi dnem a nocí, což umocňuje pocit ze hry, protože některé lokace nejsou nebezpečné ve dne, ale jsou nebezpečné v noci. Počasí se také může dynamicky měnit mezi různými typy, například jasné nebe, lehký déšť a nebo bouřka.
Další významnou změnou je motion captured animace, vylepšená fyzika objektů, nové mechanismy a nový bojový systém. Také byly přidány portály, efekt glow, vylepšené dynamické stíny, rozmazání a další.

## Verze

### Rozšířená edice
Na GDC 2008 oznámil CD Projekt vydání vylepšené verze dne 16. září 2008. Mezi významné změny patřilo přidání více než 200 nových animací, nové NPC modely a přebarvení obyčejných NPC modelů a monster. Dialogy byly rozšířeny a opraveny, stabilita zlepšena, inventář přepracován a zkráceno načítání až o 80 %. Také další nedostatky byly opraveny a manuál hry byl kompletně přepracován. Bylo také přidáno pět nových hratelných dobrodružství, např. Side Effects (Vedlejší Účinky), The Price of Neutrality (Cena neutrality) a další. Novou možností bylo kombinování deseti různých hlasů s titulky. Např. anglické hlasy a české titulky. Dále ruština, italština, francouzština, španělština, němčina, čeština, maďarština a čínština. Nastavení jazyka jde v menu i při zastavené hře.
Zaklínač – Rozšířená edice (The Witcher Enhanced Edition) také přinesl některé nové chyby, především cutscény, které způsobují rozmazanou grafiku. Chyba se projevuje tak, že se všechny textury rozmažou poté, co hráč ukončí všechny cutscény či dialog, a zůstává rozmazaná dokud není hra znovu nahrána (re-load). Dne 23. prosince 2008 vydal CD Projekt opravu na tento problém i problém s technologií EAX.
Patch opravil jen některé chyby, ale ne všechny. Po použití patche mnoho uživatelů uvedlo, že herní FMV scény mají jen zvuk chybí obraz. Pro některé hráče zůstává rozostření i po opravě. Kromě vylepšení hry, The Witcher Enhanced Edition obsahuje "making of" DVD, CD s 29 in-game soundtracky, další CD s "Inspirovanou" hudbou, povídka Zaklínač z knihy Poslední přání, mapa Temerie vytištěná na kvalitní papír a oficiální strategického průvodce. Na DVD je i nová verze D'jinni Adventure Editoru (editor, který se může použít k vytvoření nových dobrodružství). Aktualizace hry, stejně jako box's extra (bonusové materiály), jsou zdarma ke stažení pro majitele původní verze, kteří se zaregistrují na oficiálním fóru. Staré uložení her jsou kompatibilní s rozšířenou edicí.
Podle zakladatele společnosti CD Projekt, Michala Kicińského, požadovala rozšířená edice investici 1 milionu dolarů a firma dodala 300.000 maloobchodních kopií po celém světě k prosinci 2008.
Od 1. srpna 2009 kumulativní Metacritic skóre Witcher: Enhanced Edition byl 86% na 29 hodnocení.

### Director's Cut
CD Projekt vydal Director's Cut verzi hry 31. července 2009 pro severoamerický trh. Tato rozšířená edice je k dispozici pro zbytek světa bez cenzury. K dispozici je pouze on-line.

### Konzolová verze
Konzolová verze pro PlayStation 3 a Xbox 360 byla pojmenována The Witcher: Rise of the White Wolf a měla být vyvinuta vývojáři z firmy Widescreen Games. Používala jiný engine a soubojový systém. 29. dubna 2009 bylo oznámeno, že výroba hry byla pozastavena, protože platby ze strany CD Projektu na účet francouzských vývojářů nedorazili. Michał Kiciński z CD Projektu po té oznámil, že platby byly zdrženy z důvodu neschopnosti studia Widescreen Games plnit termíny a z důvodu "technické neschopnosti, které ohrozila plánovanou kvalitu" a že společnost CD Projekt ukončila spolupráci se studiem. Hra měla obsahovat, podle vedoucího designéru z CD Projekt Red Jakuba Stylińského, předělané bitvy s bossy, novou hudbu, spoustu nových modelů a předesignovaný strom schopností. K tomu měl být dodán úplně nový bojový systém s vylepšenou umělou inteligencí, nové motion capture animace a možnost pro hráče kontrolovat Gerlatovy úhybné a bránící pohyby a manévry. Hra také měla obsahovat DLC. Zbývající vývojáři přešli na práci na Zaklínači 2.

## Odlišnosti hry v jednotlivých zemích
Ve vydání americké verze byly všechny ženské portrétové karty cenzurovány ("retušované na skromnější standard"). Dryády ve hře byly předělány tak, aby vlasy pokrývaly celé její tělo.
Některé dialogy mezi postavami byly zkráceny v ne-polské jazykové verzi. Hlavní designér Michal Madej se přel s fanoušky, že to bylo díky někdy hrubému jazyku, ale že rozhodnutí o upravení dialogu došlo kvůli produkci spojenou s problematikou při vývoji her. Korektor Martin Pagan si všiml této zkrácené verze v průběhu své práce a spisovatel Sande Chen potvrdil, že to nebylo kvůli cenzuře. Fanoušci se domnívají, že se tak stalo kvůli ušetření nákladů na dabingu.

## Přijetí
Od 13. května 2011 měla původní hra kumulativní skóre na GameRankings 81,59 % a na obdržela Metacritic 81 ze 100, (obecně příznivé a kladné recenze), na uživatelských recenzích má skóre mnohem vyšší (9.3). PC Gamer UK dal počáteční verzi Zaklínače 67% z důvodu, že příběh byl obecný, bojový engine byl chudý a hlavní hrdina byl bez života. Nicméně, Kane Ikin z Alchemy SBS Radio řekl " ... Přes všechny své problémy ... ... Zaklínač je jedna z nejlepších RPG her, které vyšly po dlouhé době." PC Gamer USA udělil Zaklínači cenu "RPG Game of the Year" (nejlepší RPG hra roku). Zaklínačovo filmové intro bylo nominováno na 2007 VES Awards v kategorii Outstanding Pre-Rendered Visuals in a Video Game (mimo hru vytvořené vizuální dílo). Nominace dostali polští umělci Tomasz Bagiński (Academy Nominee, režisér), Marcin Kobylecki, Grzegorz Kukus a Maciej Jackiewicz ze studia Platige Image, které spolupracuje s týmem asi 20 lidí a rok vyráběli pro hru filmové intro. Soundtrack hry skladatelů Paweła Błaszczaka a Adama Skorupa byl Rádiem Rivendell Fantasy zvolen jako "Nejlepší fantasy Soundtrack" roku 2007.

## Pokračování
- Zaklínač 2: Vrahové králů vyšel 17. května 2011 v počítačové verzi. Hra byla později vydána i pro konzole. Hra příběhově navazuje na první díl a je možné do ní importovat uložené hry z prvního dílu.
- Zaklínač 3: Divoký hon vyšel 19. května 2015 ve verzi pro počítače a konzole.